# Euphorbia saxatilis
Euphorbia saxatilis är en törelväxtart som beskrevs av Nikolaus Joseph von Jacquin. Euphorbia saxatilis ingår i släktet törlar, och familjen törelväxter. Inga underarter finns listade i Catalogue of Life.

## Bildgalleri

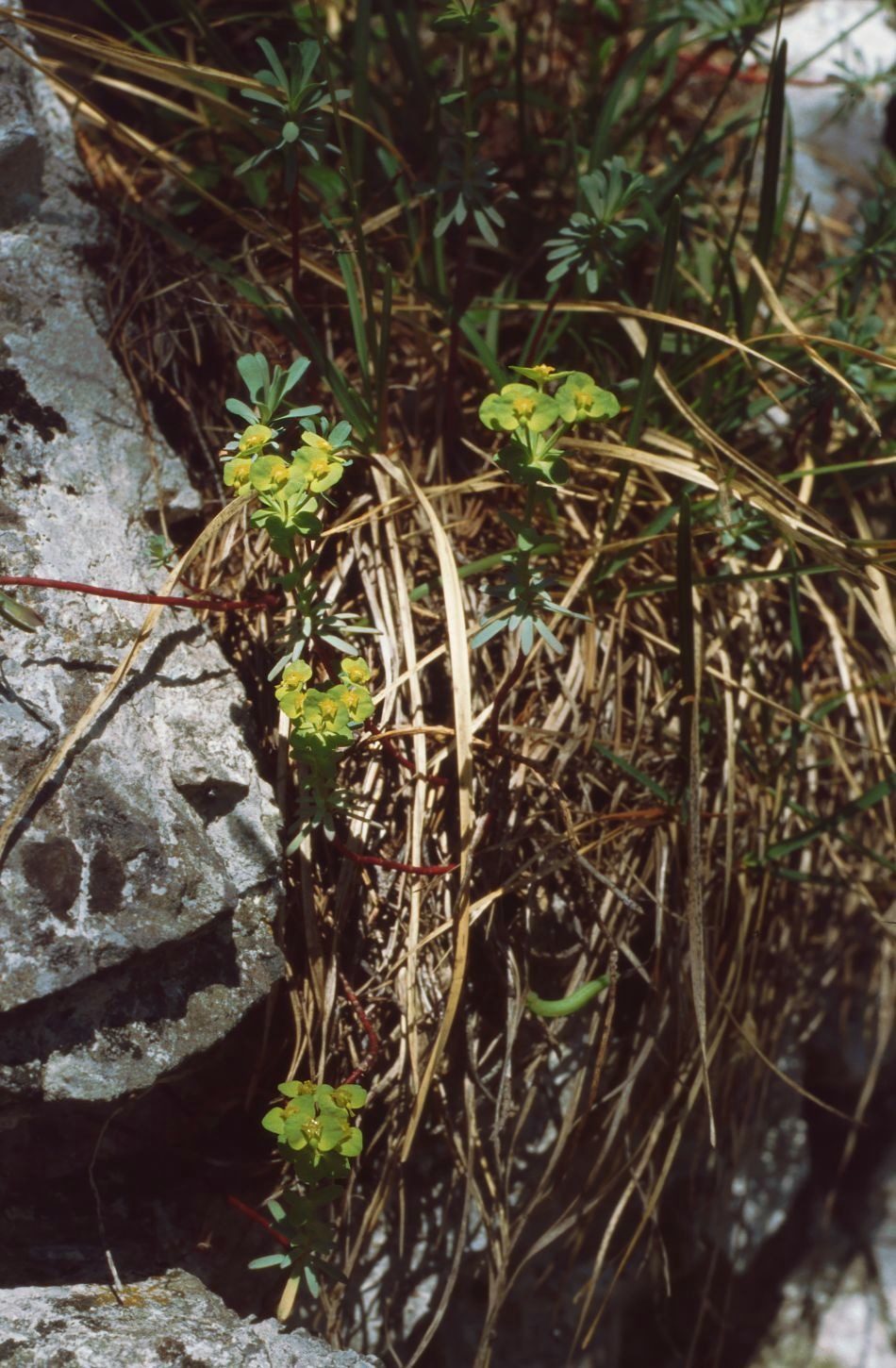
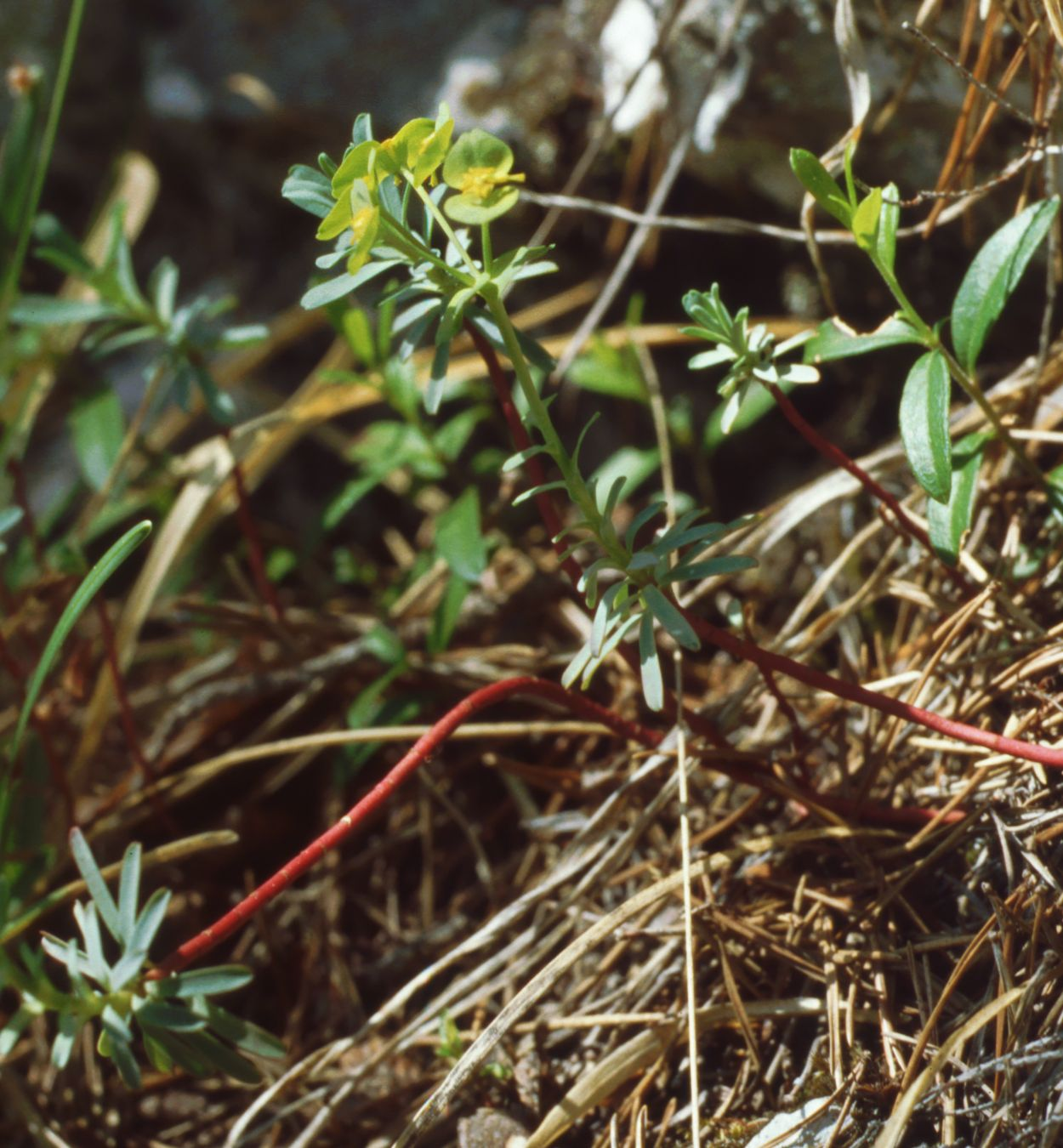
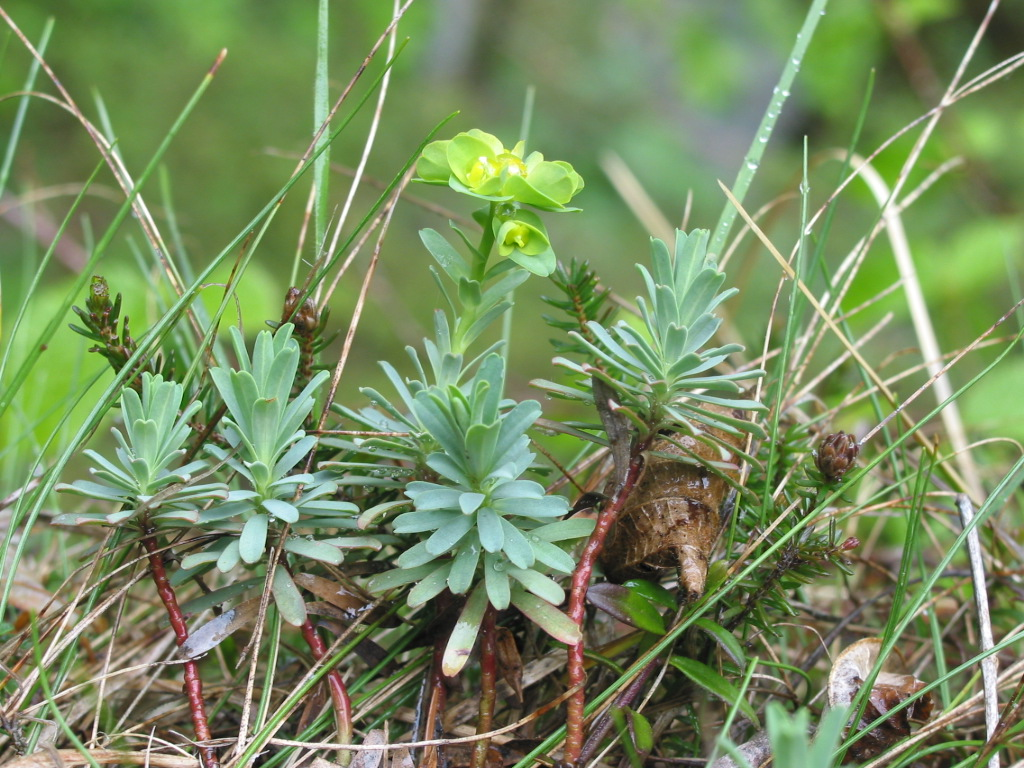